# Vaclovas Karbauskis
Vaclovas Karbauskis (*  16. Februar 1958 in Tauragė) ist ein litauischer sozialdemokratischer Politiker.

## Leben
Nach dem Abitur 1976 an der 2. Mittelschule Tauragė absolvierte er 1981 das Diplomstudium der Hydrotechnik an der Fakultät für  Melioration der Lietuvos žemės ūkio akademija. Von 1984 bis 1987 arbeitete er in Jurbarkas und von 1993 bis 2000 als  Direktor bei AB „Uliksas“.
Von 1990 bis 1995 war er Deputat und 2000–2001 Mitglied im Rat der Rajongemeinde Tauragė. 
Von 2000 bis 2008 war er Mitglied im Seimas. 
Ab 1998 war er Mitglied der Naujoji sąjunga, ab 2009 der Lietuvos socialdemokratų partija. 